# Egling (Alta Baviera)
Egling é um município da Alemanha, no distrito de Bad Tölz-Wolfratshausen, na região administrativa da Alta Baviera, estado de Baviera.